# Man Alive!
Man Alive! és un curtmetratge documental d'animació nord-americà de 1952 dirigit per William T. Hurtz.
Va ser nominat a l'Oscar al millor curtmetratge documental.

## Resum
En la pel·lícula, es fa una analogia entre un cotxe que funciona malament i un home amb símptomes físics que poden provocar una neoplàsia. Es mostren diverses etapes de negació, consells poc professionals i remeis ràpids (juntament amb els set senyals de perill del càncer, recomanacions de teràpies contra el càncer i mites del càncer rebutjats). Finalment va a un bon garatge pagant molt per tal de reparar el vehicle, aprenent que no hauria de cometre el mateix error amb el seu cos. Així, el protagonista finalment va al metge per tal de fer-se vore l'indigestió (un dels símptomes del càncer).